# BBC Nord Dragonz
Die BBC Nord Dragonz, kurz Dragonz, sind ein österreichischer Basketballverein aus Eisenstadt, der in der Basketball-Bundesliga spielt.

## Geschichte
Die Wurzeln des Vereins stammen aus Hornstein im Burgenland. Im Oktober 2010 haben Dieter Frank als Obmann und Andrea Knor als dessen Stellvertreterin im Nordburgenland den Verein ursprünglich als Nachwuchsverein ins Leben gerufen. Mit der wachsenden Anzahl der Mitglieder musste der Verein allerdings 2017 in die burgenländische Hauptstadt umziehen. Im selben Jahr stieg man auch in die Zweite Basketball Bundesliga auf.
Der bislang größte Erfolg ist der Einzug in das Semifinale des Basketball Austria Cups in der Saison 2021/22.

## Saison 2021/22

### Kader
| Name                | Geburtsjahr | Nationalität            | Position |
| ------------------- | ----------- | ----------------------- | -------- |
| Petar Cosic         | 1985        | Kroatien                | PG       |
| Dogus Demirel       | 2004        | Österreich              | PF       |
| Ognjen Drljaca      | 1996        | Bosnien und Herzegowina | PG       |
| Emil Frantsich      | 2003        | Österreich              | PF       |
| Daniel Hahofer      | 2001        | Österreich              | SF       |
| Tobias Hasenbichler | 2002        | Österreich              | SF       |
| Lukas Knor          | 2001        | Österreich              | PF       |
| Marko Kolaric       | 1984        | Ungarn                  | C        |
| Sebastian Kunc      | 1995        | Österreich              | SF       |
| Jordan McClure      | 1996        | Vereinigte Staaten      | PG       |
| Dragisa Najdanovic  | 1988        | Österreich              | SG       |
| Jordan Roberts      | 1995        | Österreich              | PF       |
| David Trukesitz     | 2000        | Österreich              | PF       |
| Petar Zivkovic      | 1993        | Österreich              | SG       |
| Trainer             |             |                         |          |
| Felix Jambor        |             | Österreich              | Coach    |